# Vorau
Vorau é um município da Áustria, situado no distrito de Hartberg-Fürstenfeld, no estado da Estíria. Tem 81,27 km² de área e sua população em 2019 foi estimada em 4.706 habitantes.